# Панино (Тутаевский район)
Панино — деревня Фоминского сельского округа Константиновского сельского поселения Тутаевского района Ярославской области .
Деревня находится на юго-востоке сельского поселения, к юго-востоку от Тутаева и югу от посёлка Константиновский. Она стоит на открытой местности в развилке двух дорог: с юго-запада от деревни проходит федеральная трасса Р151 Ярославль—Тутаев, а с юго-востока дорога, соединяющая с федеральной трассой посёлок Микляиха. Деревня состоит из двух частей, которые различают дорожные указатели: Большое Панино расположено южнее, у самой развилки, Малое Панино расположено несколько севернее.  Посёлок Микляиха расположен на расстоянии около 1 км к северо-востоку от Панино, на берегу Волги. Также на берегу Волги, но южнее, к востоку от Панино стоит деревня Яковлево. С противоположной стороны федеральной трассы напротив Панино стоит деревня Фарисеево, а южнее в сторону Ярославля деревня Ковалево .
Деревня указана на плане Генерального межевания Борисоглебского уезда 1792 года как деревня Брюцова. В 1825 Борисоглебский уезд был объединён с Романовским уездом. По сведениям 1859 года к Романово-Борисоглебскому уезду относилась деревня Брюшково, деревни Панино не числилось .
На 1 января 2007 года в деревне Панино числилось 20 постоянных жителей . По карте 1975 г. в деревне жило 67 человек. Почтовое отделение, находящееся в посёлке Константиновский, обслуживает в деревне дома на четырёх улицах: Дорожная, Овражная, Солнечная и Центральная .